# François Florent

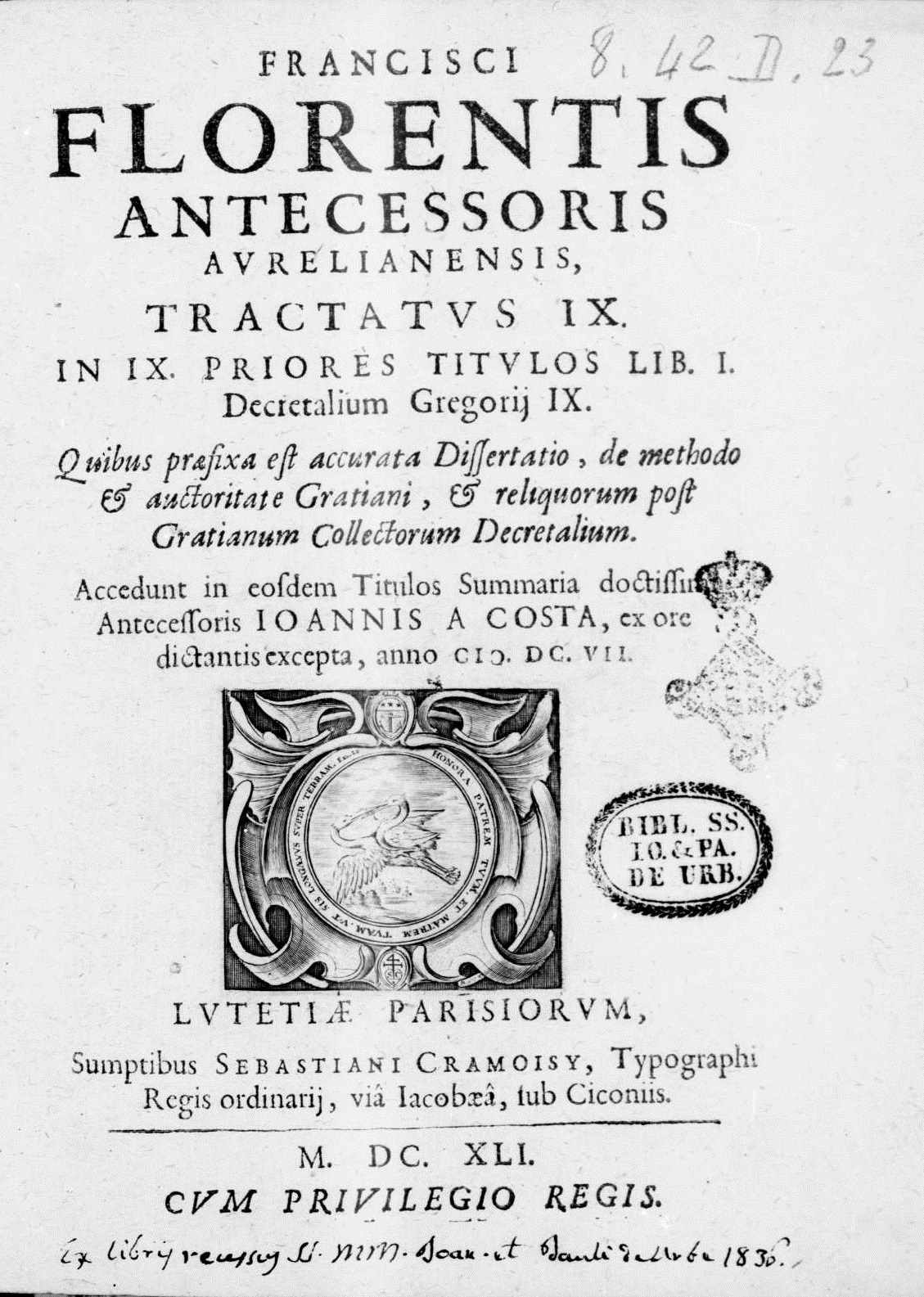
In novem priores titulos libri primi Decretalium Gregorii IX, 1641

François Florent (Arnay-le-Duc, 1590 circa – Orléans, 29 ottobre 1650) è stato un giurista francese.

## Biografia
François Florent nacque alla fine del XVI secolo ad Arnay-le-Duc da Jean Florent, borghese di questa piccola città della Borgogna e Rénée Lardillon. Dopo aver compiuto gli studi umanistici ad Autun, si trasferì a Tolosa nel 1607 per studiare legge sotto Guillaume Maran e Jean Acosta, due famosi professori che erano stati discepoli del grande Jacques Cujas. Florent scrive di avere studiato sotto Acosta per sei anni; Pierre de Marca, François du Bosquet e Innocent Ciron furono suoi compagni di studi. Tornò quindi in Borgogna, dopo essere passato per Bourges e fatte alcune visite a Edme Mérille, noto per la sua erudizione, che vi insegnava diritto.
Florent divenne avvocato nel parlamento di Digione nel 1622. Svolgendo le proprie funzioni ottenne una tale reputazione che Charles Fevret lo scelse come interlocutore principale del suo dialogo Claris Fori Bargandici Oratoribus.
Sulla strada per Parigi si fece conoscere da Henri de Mesmes, allora prevosto dei mercanti, che fu poi presidente a Mortier. Questo magistrato lo tenne presso di sé per qualche tempo. De Mesmes gli procurò l'amicizia di uomini illustri del tempo, quali Jérôme Bignon, Ugo Grozio, padre Sirmond, i fratelli Pierre e Jacques Dupuy, Nicolas Rigault e altri, con i quali mantenne, fino alla morte, rapporti molto stretti.
Florent ottenne nel maggio 1630 la cattedra di professore di giurisprudenza a Orléans, sostituendo Raoul Fournier che era morto, nonostante le contestazioni di un gran numero di concorrenti. Occupò questo ruolo per quattordici anni consecutivi, durante i quali fece un viaggio a Parigi, durante le vacanze, per vedere i suoi amici. Ne acquisì di nuovi, tra cui Ménage e Nublé. Il guardasigilli Molé, che lo onorava della sua stima, cercò per lui un impiego a Parigi, e arrivò infine a procurargli nel 1644 una cattedra di professore di diritto canonico, vacante per la morte di Alexandre Hainault de Beauregard. Molé gli ottenne inoltre dal re una pensione di duemila livre. Pierre Soquier, prevosto dei mercanti, gli diede un alloggio nella sua casa. Florent vi trascorse sei anni, alla fine dei quali morì il 29 ottobre 1650 a Orléans, dove aveva trascorso le vacanze. Fu sepolto nel grande cimitero cittadino.
Si era sposato nel mese di luglio del 1638 con Elizabeth Bordecuisse, figlia di un mercante d'Orléans, di cui ebbe quattro figli; tre si sposarono e la quarta divenne suora orsolina a Beaugency.

## Opere
- Dissertationum selectarum iuris canonici libri duo, 1632.
- (LA) In novem priores titulos libri primi Decretalium Gregorii IX, Paris, Sébastien Cramoisy, 1641.
- Tractatus de nuptiis consobrinarum prohibitis aut permissis, 1643.
- De Dispensationibus ecclesiasticis praefatio, 1648.
- Opera juridica, Parisiis, Joannis de la Caille, 1679; 1756.
- Dissertationes de lege dioecesana. De Exemtionibvs Religiosorvm, 1748.